# Live in Barcelona (vidéo de Bruce Springsteen)
Pour les articles homonymes, voir Live in Barcelona.
Live in Barcelona est un DVD du rockeur américain Bruce Springsteen, sorti en 2003.
Il contient, sur deux DVD, l'intégralité de son concert au Palau Sant Jordi de Barcelone (Espagne) le 16 octobre 2002, lors de la tournée de promotion de son album The Rising.
Bruce et son groupe interprètent des chansons qui couvrent la période 1973 - 2002, soit avec des titres issus de ses douze premiers albums.

## Musiciens ayant participé au concert
- Bruce Springsteen (Chant, Guitare, Harmonica)
- Steven Van Zandt (Guitare, Chant)
- Nils Lofgren (Guitare, Chant)
- Patti Scialfa (Guitare, Chant)
- Soozie Tyrell Violon, Chant)
- Garry Tallent (Basse)
- Clarence Clemons (Saxophone, Percussions)
- Roy Bittan (Claviers)
- Danny Federici (Claviers)
- Max Weinberg (Batterie)

## Liste des titres
Tous les titres sont écrits et composés par Bruce Springsteen. L'album sur lequel la chanson est interprétée pour la première fois est indiqué entre parenthèses.
1. The Rising (The Rising, 2002)
2. Lonesome Day (The Rising, 2002)
3. Prove It All Night (Darkness on the Edge of Town, 1978)
4. Darkness on the Edge of Town (Darkness on the Edge of Town, 1978)
5. Empty Sky (The Rising, 2002)
6. You're Missing (The Rising, 2002)
7. Waitin' on a Sunny Day (The Rising, 2002)
8. The Promised Land (Darkness on the Edge of Town, 1978)
9. Worlds Apart (The Rising, 2002)
10. Badlands (Darkness on the Edge of Town, 1978)
11. She's the One (Born to Run, 1975)
12. Mary's Place (The Rising, 2002)
13. Dancing in the Dark (Born in the U.S.A., 1984)
14. Countin' on a Miracle (The Rising, 2002)
15. Spirit in the Night (Greetings from Asbury Park, N.J., 1973)
16. Incident on 57th Street (The Wild, the Innocent and the E Street Shuffle, 1973)
17. Into the Fire (The Rising, 2002)
18. Night (Born to Run, 1975)
19. Ramrod (The River, 1980)
20. Born to Run (Born to Run, 1975)
21. My City of Ruins (The Rising, 2002)
22. Born in the U.S.A (Born in the U.S.A., 1984)
23. Land of Hope and Dreams (Live in New York City, 2001)
24. Thunder Road (Born to Run, 1975)

Le DVD contient en bonus un documentaire sur la tournée 2002/2003 intitulé Drop the Needle and Pray : The Rising on Tour. Il montre des extraits de concerts enregistrés en 2003 au Fenway Park et Giants Stadium, des interviews de Bruce Springsteen et des membres du groupe.